# Чевак (Аляска)
Чевак (англ. Chevak, эским. Cevʼaq) — город в зоне переписи населения Кусилвак, штат Аляска, США. Население по данным на 2007 год составляет 828 человек.

## География
Город находится в 27 км к востоку от города Хупер-Бей. Он располагается в низменной местности на правом берегу реки Нингликфак (ц.-юпик. Ninglikfak) в так называемой дельте рек Юкон и Кускокуим. Площадь города составляет 3,0 км².
В Чеваке расположена ветряная электростанция, состоящая из четырёх ветрогенераторов.

## История
Город был инкорпорирован 13 октября 1967 года.

## Население
По данным переписи 2000 года, население города составляло 765 человек. Расовый состав: коренные американцы — 90,46 %; белые — 3,66 %; представители других рас — 0,13 % и представители двух и более рас — 5,75 %. Большая часть населения говорит на чевак-чупикском диалекте центрально-юпикского языка.
Из 167 домашних хозяйств в 64,1 % — воспитывали детей в возрасте до 18 лет, 41,3 % представляли собой совместно проживающие супружеские пары, в 20,4 % семей женщины проживали без мужей, 22,2 % не имели семьи. 19,2 % от общего числа домохозяйств на момент переписи жили самостоятельно, при этом 0,6 % составили одинокие пожилые люди в возрасте 65 лет и старше. В среднем домашнее хозяйство ведут 4,58 человек, а средний размер семьи — 5,38 человек.
Доля лиц в возрасте младше 18 лет — 51,8 %; лиц в возрасте от 18 до 24 лет — 8,8 %; от 25 до 44 лет — 23,9 %; от 45 до 64 лет — 11,5 % и лиц старше 65 лет — 4,1 %. Средний возраст населения — 17 лет. На каждые 100 женщин приходится 113,7 мужчин; на каждые 100 женщин в возрасте старше 18 лет — 113,3 мужчин.
Средний доход на совместное хозяйство — $26 875; средний доход на семью — $27 375. Средний доход на душу населения — $7550. Около 26,7 % семей и 29,5 % населения живут за чертой бедности, включая 32,5 % лиц в возрасте младше 18 лет и 13,3 % лиц старше 65 лет.